# Hannes Arch

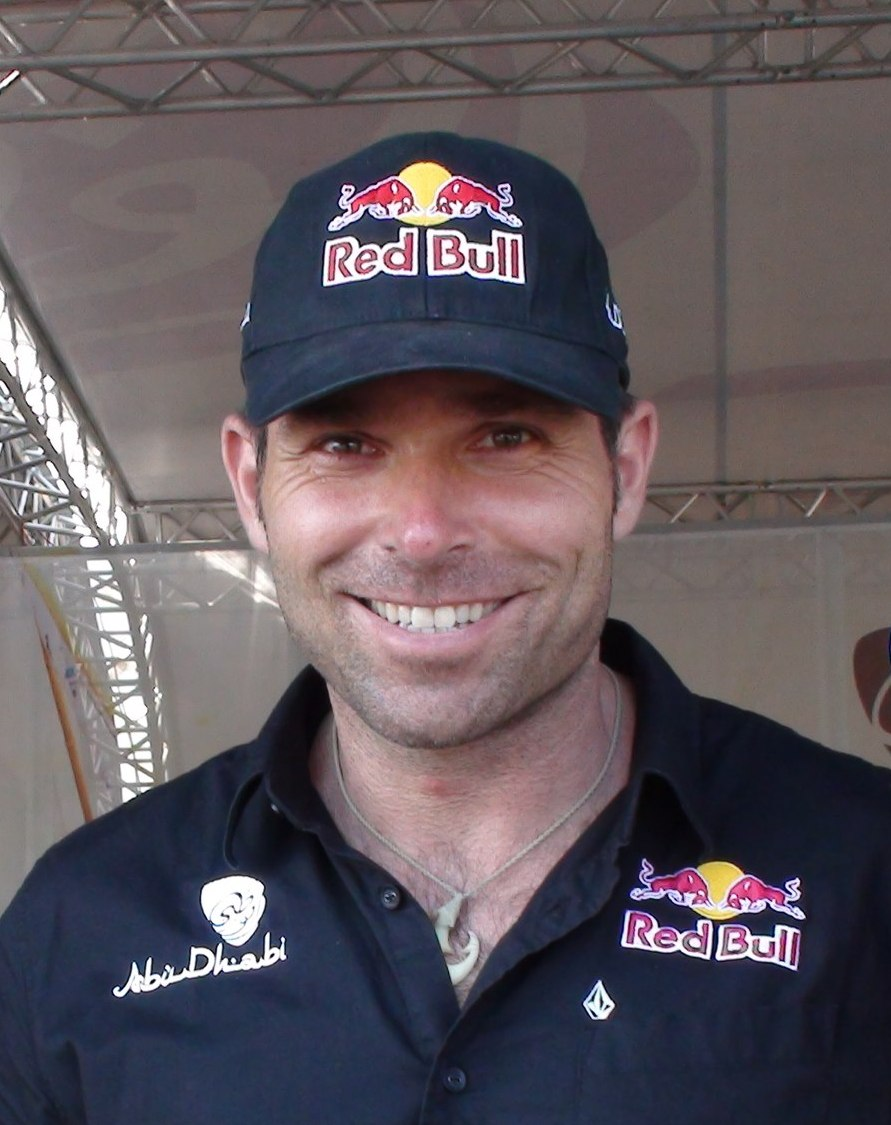
Hannes Arch

Hannes Arch (Leoben, 22 september 1967 – Heiligenblut, 8 september 2016) was een Oostenrijks piloot die tussen 2007 en zijn overlijden deelnam aan de Red Bull Air Race World Series na een kwalificatieronde in Phoenix (USA) in oktober 2006.
Arch won in 2008 het kampioenschap in de Red Bull Air Race. Hierna bleef hij uitkomen in het kampioenschap tot hij in 2016 op 48-jarige leeftijd overleed bij een helikoptercrash in de Oostenrijkse Alpen.